# ژیسکو کامپس
ژیسکو کامپس (انگلیسی: Xisco Campos؛ زادهٔ ۱۰ مارس ۱۹۸۲) بازیکن فوتبال اهل اسپانیا است.
از باشگاه‌هایی که در آن بازی کرده‌است می‌توان به باشگاه خیمناستیک تاراگونا، باشگاه فوتبال پومفرادینا، باشگاه ورزشی رئال مایورکا، و باشگاه فوتبال رئال مورسیا اشاره کرد.